# Colonel Meow
Colonel Meow (* 2011 in Seattle, Washington; † 29. Januar 2014 in Los Angeles, Kalifornien) war eine Hauskatze, die wegen ihres Aussehens zum Internet-Phänomen wurde. Sie hielt den Guinness-Buch-Rekord für das längste Fell einer Katze.

## Leben
Colonel Meow war eine Mischung aus einer Himalaya- und einer Perserkatze. Sie wurde 2011 in Seattle gefunden und am 11. Oktober 2011 von dem Paar Anne Marie Avey und Eric Rosario aus einem Petco-Tierheim adoptiert. Ihr auffällig langes Fell und der grimmig wirkende Blick veranlasste das Pärchen zur Namensgebung. Das Pärchen begann Fotos des Katers auf Instagram zu veröffentlichten, die sich schnell verbreiteten und mit verschiedenen Memes verbreitet wurden. Avey und Rosario hosteten dann eine Facebook-Seite, die über 353.000 Anhänger (Stand: Ende Januar 2014) fand. Zudem vermarkteten sie verschiedene Merchandise-Artikel.
2013 beantragten sie eine Aufnahme Colonel Meeows in das Guinness-Buch der Rekorde. Das Guinness-Buch erklärte ihn zur Katze mit dem längsten Fell. Einzelne Haare waren bis zu 23 Zentimeter lang, sein Fell musste drei- bis viermal die Woche gekämmt werden. Die Katze wurde später zum CEO von BuzzFeed ernannt.
Im November 2013 gab Anne Marie Avery bekannt, dass es Colonel Meow gesundheitlich schlecht gehe, er an Herzproblemen leide und auf Bluttransfusionen angewiesen sei. Am 30. Januar gab sie seinen Tod bekannt. Die Katze wurde lediglich zwei Jahre alt.